# Pierre Boissier
Pierre Boissier (* 12. Dezember 1920 in Chambésy bei Genf; † 26. April 1974 in Genf) war ein Schweizer Jurist. Er absolvierte mehrere Auslandsmissionen für das Internationale Komitee vom Roten Kreuz (IKRK) als Delegierter in verschiedenen internationalen Konflikten. Darüber hinaus war er Autor beziehungsweise Herausgeber mehrerer Bücher zur Geschichte des IKRK.

## Leben
Pierre Boissier wurde 1920 in Chambésy im Schweizer Kanton Genf geboren. Nach dem Abschluss seines Studiums der Rechtswissenschaften an der Universität Genf wurde er 1946 Delegierter für das Internationale Komitee vom Roten Kreuz. Seine ersten Einsätze führten ihn nach Frankreich. Hier leitete er in der Zeit nach dem Zweiten Weltkrieg eine Delegation, welche die Behandlung von deutschen Kriegsgefangenen überwachte, denen Kriegsverbrechen zur Last gelegt wurden. Von 1952 bis 1963 arbeitete er an einem Buch über die Geschichte des IKRK, das 1963 erstmals erschien und den Zeitraum von der Schlacht von Solferino 1859 und der Gründung des IKRK im Jahr 1863 bis zum Beginn des Ersten Weltkrieges darstellte. Es wurde später durch André Durand ergänzt um einen zweiten Band über die Zeit bis zum Ende des Zweiten Weltkrieges, im Jahr 2007 wurde ein von Catherine Rey-Schyrr verfasster dritter Band für die Zeit von 1945 bis 1955 veröffentlicht.
Von Februar 1961 bis Oktober 1962 war Pierre Boissier Leiter der IKRK-Delegation im Algerienkrieg, dem Konflikt zwischen Frankreich und der algerischen Unabhängigkeitsbewegung. Anschließend war er als Rechtsberater bei der IKRK-Abteilung für allgemeine Angelegenheiten tätig. Im Jahr 1965 wurde er Direktor des Henry-Dunant-Institutes, das im gleichen Jahr als Forschungs-, Informations- und Ausbildungszentrum vom IKRK, der Liga der Rotkreuz-Gesellschaften und dem Schweizerischen Roten Kreuz (SRK) gegründet worden war. In den folgenden Jahren absolvierte er weitere Auslandsmissionen für das IKRK in Zypern, Israel, Jordanien, dem Libanon sowie 1971 als leitender Delegierter im Konflikt zwischen Indien und Pakistan. Im Jahr 1973 wurde Pierre Boissier zum Mitglied des IKRK kooptiert.
Pierre Boissier war verheiratet sowie Vater eines Sohnes und einer Tochter. Er kam im April 1974 durch einen Unfall im Rahmen einer Zivilschutz-Übung ums Leben.

## Werke (Auswahl)
- L'Épée et la Balance. La répression des crimes de guerre. Editions Labor et Fidès, Genf 1953; deutsche Ausgabe: Völkerrecht und Militärbefehl. Ein Beitrag zur Frage der Verhütung und Bestrafung von Kriegsverbrechen. K.F. Koehler Verlag, Stuttgart 1953
- Histoire du Comité international de la Croix-Rouge. De Solférino à Tsoushima. Plon, Paris 1963; englische Ausgabe: History of the International Committee of the Red Cross. Volume I: From Solferino to Tsushima. Henry-Dunant-Institut, Genf 1985, ISBN 2-88044-012-2
- Henry Dunant. Henry-Dunant-Institut, Genf 1974, Nachdruck 1985